# Amphisbaena carlgansi
Amphisbaena carlgansi là một loài bò sát trong họ Amphisbaenidae. Loài này được Thomas & Hedges miêu tả khoa học đầu tiên năm 1998.